# György Sebok
György Sebok   (Szeged, 2 de novembre de 1922 - Bloomington, 14 de novembre de 1999) va ser un pianista nord-americà d'origen hongarès i professor de la Universitat Jacobs School of Music a Bloomington, Indiana, Estats Units.
Va ser conegut mundialment com a solista de les principals orquestres, recitalista als quatre continents, artista d'enregistrament, i per les seves classes magistrals, professors visitants i el festival de música suís que va organitzar a Ernen.

## Biografia
Sebők va fer el seu primer recital de piano en solitari als 11 anys. Als 14 anys va tocar el concert per a piano núm. 1 de Beethoven amb el director Ferenc Fricsay, una interpretació sobre la qual reflexionaria molts anys després.
Es va inscriure a l'Acadèmia Franz Liszt als 16 anys, sota la direcció de Zoltán Kodály i Leo Weiner. Després de llicenciar-se, va oferir concerts durant deu anys a tota l'Europa central i oriental i l'antiga Unió Soviètica.
Va guanyar el Gran Premi del Disc el 1957. Sebők figurava a "Who's Who in America", "Who's Who in Music", el "National Register of Prominent Americans" i altres diccionaris biogràfics. Va rebre nombrosos honors, incloent la Creu del Mèrit del govern hongarès, "La Medaille de la Ville de Paris, Echelon Vermeille" i, el 1996, "Kulturpreis des Staates Wallis", (Prix de Consagration). També el 1996, el govern francès li va atorgar la decoració "Chevalier de L'Ordre des Arts et des Lettres".

## Ensenyament
El 1949 va ser nomenat professor de música al Conservatori Béla Bartók de Budapest. Després de la revolta hongaresa del 1956, es va establir a París. Animat pel seu amic János Starker, als quaranta anys d'edat, va anar a la "Indiana University School of Music" de Bloomington, on va ensenyar entre d'altres a la compositora i pianista Carol Ann Weaver. Alguns consideren que el seu pas per Bloomington és la fase més productiva de la seva carrera. Starker i Sebők actuaven sovint junts.
Sebők va ser professor convidat a la "Berlin Hochschule der Kunste" (HDK) d'Alemanya, allà impartint classes magistrals dues vegades a l'any. També va ser membre honorari de la "Toho School of Music de Tòquio" i professor convidat habitual al "Banff Center for Arts; l'Amsterdam Sweelinck Conservatorium", l'Escola de Música de Barcelona i la "Hochschule für Musik" a Stuttgart. El 1974 va fundar i organitzar classes magistrals anuals d'estiu a Ernen, Suïssa, per a pianistes i "altres instruments", i l'any següent va ser membre del jurat del primer Concurs Internacional de Piano Paloma O'Shea Santander. També va fundar i dirigir el "Festival der Zukunft" a Ernen el 1987, que avui dia porta el seu llegat amb un nombre creixent de concertistes. La municipalitat de la ciutat el van convertir en ciutadà d'honor, només el seu tercer nomenament en 800 anys d'història.